# アコム

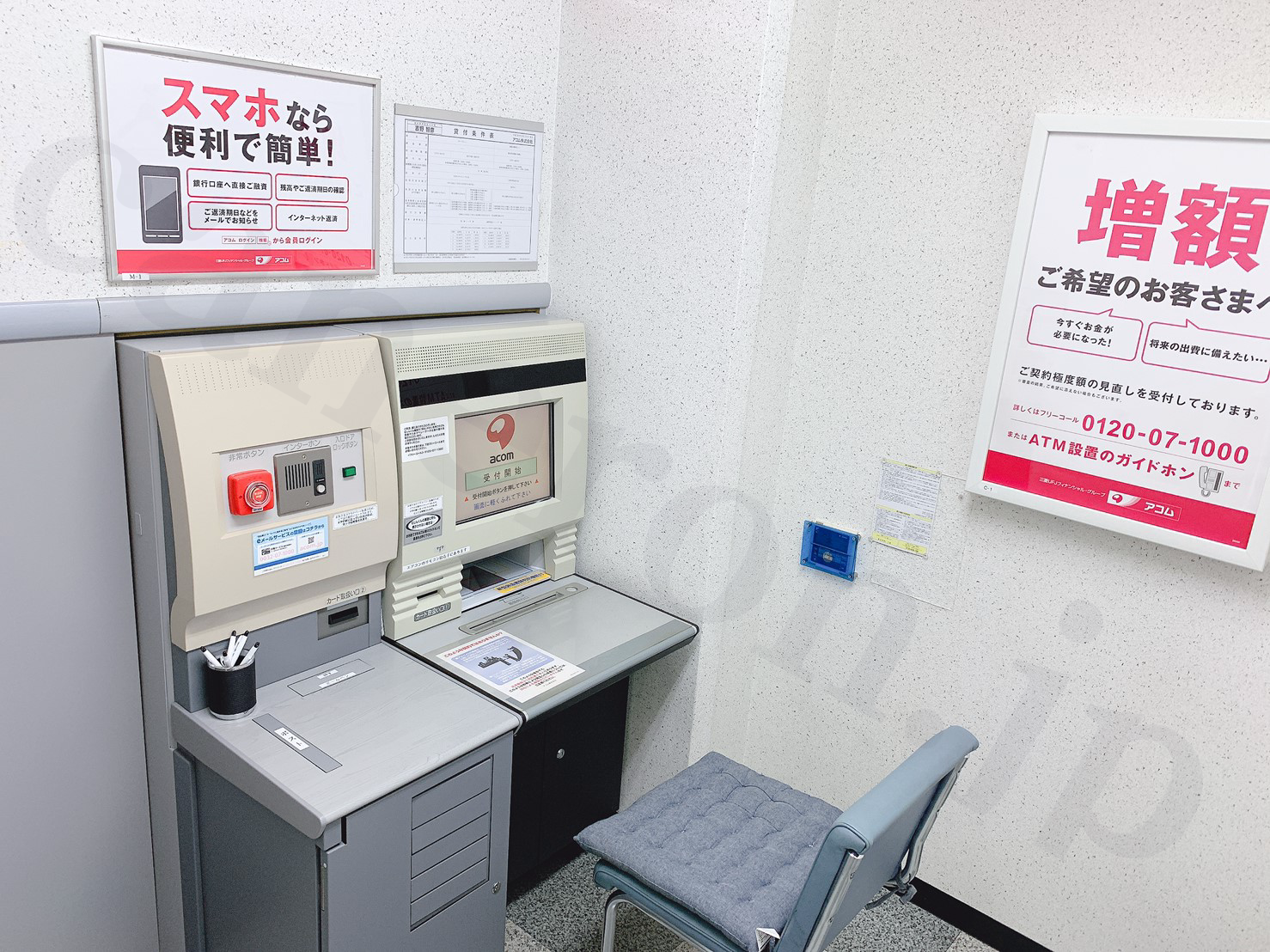
消費者金融アコムの自動契約機店舗内の写真

アコム株式会社（英字商号：ACOM Co., Ltd.）は、三菱UFJフィナンシャル・グループ（MUFG）に属する日本の貸金業者（消費者金融）。
MasterCardのプリンシパルメンバーでもあり、クレジットカード「ACマスターカード」を発行している。2014年2月現在、マスターカードがライセンスを与えている日本国内唯一の消費者金融事業者で、東証スタンダード市場TOP20の構成銘柄の一つである。

## 概説
木下恭輔の実父、木下政雄（1910年明石市生まれ）が、神戸の呉服店で奉公した後、1936年4月2日 神戸・三宮に丸糸呉服店を創業した（木下政雄の個人事業）。1947年ごろから質屋も始め、それが現在のアコムの前身である。その後、1978年にアコムを設立した。なお、丸糸呉服店はマルイトとなり、現在はマルイト○○ビル称の大規模テナントビル・マンションの賃貸およびホテルモントレを核とする不動産事業を行っており、アコムの関連会社扱いとなっている。
かつては三菱信託銀行がメインバンクであり、その繋がりから東京三菱銀行並びに三菱信託銀行が傘下に入る三菱東京フィナンシャル・グループと、アコム、ディーシーカード並びにジャックスの合弁で、銀行系消費者金融 東京三菱キャッシュワン（後のDCキャッシュワン）を設立し、2002年より事業開始した。
2004年には三菱東京フィナンシャル・グループ（MTFG）と戦略的業務提携・資本提携を締結し、第三者割当増資によりMTFGの関連会社となり、東京三菱銀行の無担保ローン事業の信用保証業務の受託などのシナジーを挙げていたが、実際には2006年の三菱東京UFJ-VISA（一般）の保証業務をディーシーカードからDCキャッシュワンへの移管および、2008年のアコム保証による「三菱東京UFJ銀行のカードローン『バンクイック』」の発売まで実現を待つこととなる。また、キャッシュワンの債務超過解消のため、MTFGによる減資後増資にアコムは応じている。さらに2008年9月には、過払い金請求などに伴う貸倒引当金の大幅積み増しによる財務基盤の悪化を抑制するため、三菱UFJフィナンシャル・グループが株式公開買い付けを実施。持株比率が40%となり、連結子会社化している。2009年5月にMUFGの消費者金融事業の再編施策によりアコムはDCキャッシュワンを吸収合併し、同社の融資事業についても統合している。
2007年6月18日から業界に先駆け、12 - 18%の利息制限法内の利率にて営業している。この際、広告には「71年目のアコムです」と告知しているが、これは呉服店創業から数えてのものである。
社名のアコム(acom)は、Affection（愛情）、Confidence（信頼）、Moderation（節度）の頭文字を纏めた造語である。
企業理念は「アコムは人間尊重の精神とお客さま第一義にもとづき　創造と革新の経営を通じて　楽しく豊かなパーソナルライフの実現と生活文化の向上に貢献する」とある。

## 歴史

旧ロゴマーク

- 1936年（昭和11年）4月 - 丸糸呉服店として創業。
- 1978年（昭和53年）10月 - 設立。マルイト株式会社及びジョイ株式会社から営業を譲り受け、営業を開始。
- 1989年（平成元年） - シンボルマークを導入。
- 1992年（平成4年）3月 - エヌエスケイ信販株式会社を吸収合併。
- 1993年（平成5年）10月1日 - 店頭売買有価証券市場に登録。
- 1994年（平成6年）12月 - 東京証券取引所（現・東京証券取引所。以下同じ。）の市場第二部に上場。
- 1996年（平成8年）9月 - 東京証券取引所の市場第一部に指定。
- 1999年（平成11年）10月 - レンタル事業の分社化のためアコムレンタル株式会社を設立（事業開始は2000年（平成12年））。
- 2001年（平成13年）8月 - 共同出資で株式会社東京三菱キャッシュワン（後のDCキャッシュワン）設立。
- 2004年（平成16年）3月 - 三菱東京フィナンシャルグループ（MTFG。現在の三菱UFJフィナンシャル・グループ）と業務・資本で提携し関連会社となる。
- 2008年（平成20年）
  - 8月 - 連結子会社化を目標に三菱UFJフィナンシャル・グループ（MUFG）が発行済み株式40%取得を目的にTOBを表明（買付け期間：9月16日 - 10月21日）。
  - 10月28日 - TOB成立に伴い、MUFGが24.26%の株式を取得し、MUFGが40.04%（MUFG自体は37.45%）を保有する筆頭株主となる（買付け数が十分であったため、予定されていた第三者割当増資の引き受けは行わず失権）。
  - 12月25日 - 三菱UFJフィナンシャル・グループ（MUFG）の連結子会社となる[4]。これに伴いアコムレンタルの大半の株式をマルイトに譲渡。
- 2009年（平成21年）
  - 4月1日 - 株式会社DCキャッシュワンを完全子会社化[5]。
  - 5月1日 - 株式会社DCキャッシュワンを吸収合併（簡易合併かつ略式合併）[5]。
- 2012年（平成24年）4月 - 子会社のエーシーベンチャーズ株式会社を吸収合併。
- 2014年（平成26年）4月 - エム・ユー信用保証株式会社を三菱東京UFJ銀行と共同で設立し、営業開始。当社は、MUFGから離脱する事となったモビット（現・SMBCモビット）より、MUFG系列地方銀行などの個人向け無担保ローンの信用保証業務を吸収分割により承継させ、発足した[注 2]。
- 2021年（令和3年）8月 - コーポレートロゴを一新。
- 2022年（令和4年）12月 - 本社を東京都港区東新橋の東京汐留ビルディングに移転。

## 関係会社

### 連結子会社
- エム・ユー信用保証株式会社
- EASY BUY Public Company Limited
- PT.Bank Nusantara Parahyangan, Tbk.
- ACOM Consumer Finance Corporation
- アイ・アール債権回収株式会社
- 一般社団法人未来キャピタル
- パワーインベストメンツ合同会社
- アフレッシュクレジット株式会社
- ACOM (U.S.A.) INC.

### 持分法適用関連会社
- エム・ユー・コミュニケーションズ株式会社

## カード会員について
アコムのサラ金カードは「ACカード」である。取引に関する対外的な表記は「アコム」ではなく「AC」という事実上の隠語を積極的に使用しており、明細書などの郵送物も「ACサービスセンター」名義で発送される。事実上、同居人などの第三者からアコム（＝消費者金融）を利用していると気づかれにくくするカモフラージュ効果を狙っているのだが、アコム側は「プライバシー保護の観点から」という名目で正当化している。
返済期日は返済（初回借入）の翌日から35日後。以降は返済日から35日後。毎月の返済日を任意に指定したり口座振替払いとすることもできる。
コンビニATMでの入出金には手数料がかかるが、ペイジーを利用したネットからのアコムへの入金には手数料がかからない。
また、「ACカード」のキャッシング枠を反映した自社発行のクレジットカード「アコムマスターカード」を募集しており、ACカードとしてのキャッシング利用に加えて、マスターカード加盟店でのショッピング（リボ払いのみ）と海外キャッシングの利用が可能である。また、消費者金融系では珍しいショッピング専用タイプ（海外キャッシング不可）も発行している。

## むじんくん

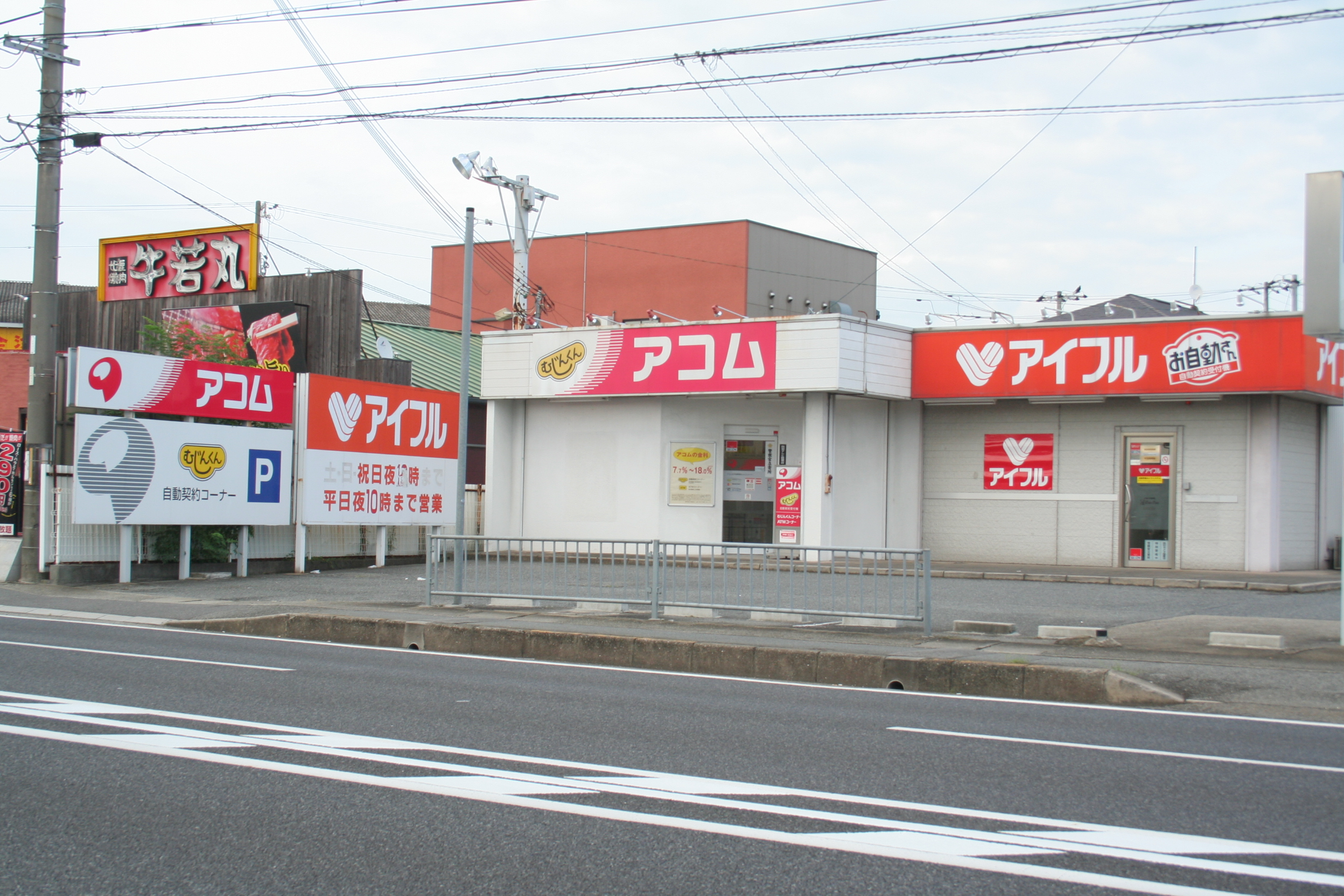
「むじんくん」の一例(写真中央)

アコムは「自動契約機」を初めて開発した会社である。特許取得については「当時の社長である木下恭輔が業界発展の為に特許取得の手続きを見送った」との内容が社内広報で公表されている。
現在はカード発行や変更契約等が可能な「むじんくん」のほか、電話ボックスを一回り大きくした程度の空間で新規受付のみをする「クイックむじん」を全国各地に展開している（プロミスの「即発」、モビットの「すぐモビ」等と同様）。「むじんくん」には、通常ATMが併設されているが「クイックむじん」にはATMは設置されていない。

## 信用保証業務
次の預金取扱金融機関（銀行・信用金庫等）の無担保消費者ローン・事業性資金ローン（主にカードローン）の信用保証業務を担当している。
- 三菱UFJ銀行
  - 三菱UFJ銀行のカードローン「バンクイック」
  - 三菱UFJ住宅ローン保証が担当していた、旧三和銀行・UFJ銀行の無担保カードローン（UFJカードローン・プラスワンジェイ・郵貯・BTMUジョイントカード等）各商品 - 2009年（平成21年）9月1日付けで移管
  - 三菱UFJニコス（旧ディーシーカード）が担当していた、旧東京三菱銀行の無担保カードローン（マイカード等）各商品 - 2010年（平成22年）10月1日付けで移管
  - 三菱UFJニコス（旧UFJカード）が担当していた、旧東海銀行の無担保カードローン（カードローンアルファ等）各商品 - 2010年（平成22年）10月1日付けで移管

- auじぶん銀行
  - auじぶん銀行のカードローン「じぶんローン」
- スルガ銀行
  - ダイレクトA
  - イービジネスダイレクト ローン/カード（事業用資金・スルガ銀行イービジネスダイレクト支店）
- セブン銀行
  - ローンサービス（キャッシュカードにローン枠を付帯）

- 北海道銀行
  - ラピッドカード
- 青森銀行
  - あおぎんカードローン<Aキャッシュ>
- 山形銀行
  - 山形銀行カードローン
- 八十二銀行
  - はちにのかん太くんカード
- 常陽銀行
  - 常陽キャッシュピッド
- 北陸銀行
  - クイックマン（※「ほくぎんダイレクトA」はリモートバンキングの名称）
- 伊予銀行
  - 新スピード カードローン/フリーローン
- 西日本シティ銀行
  - NCBキャッシュエース
- 長崎銀行
  - ながさきキャッシュエース

## CM
当初のキャッチフレーズは「元気なカード」。80年代半ばより「たちまちキャッシング、アコム」を使うようになった。この頃は松居直美がCMに起用されていた。
1994年（平成6年）頃から自動契約機「むじんくん」のイメージキャラ「チャント星人」（宇宙人、初期にはセイン・カミュなどが出演）のCMシリーズ「ラララむじんくん♪」で一躍知名度が上がったが、1998年（平成10年）頃に同CMシリーズは終了。
その後、アコム MasterCard（柳沢慎吾等）のCMを経て、2000年（平成12年）12月頃からシンガーソングライターの鈴木崇による「はじめてのアコム」の楽曲が登場（当初は鈴木も出演。「はじめての鈴木くん」というCDも発売）。2001年（平成13年）にイメージキャラクターとしてさわやかな女性店員（小野真弓）が長期に亘り登場するCMとなり、消費者金融のイメージを一新。
その後は熊田曜子と品川庄司が出演する「ちゃ〜んとアコム」シリーズ（2005年 - 2006年秋）、木内晶子やヒロシ、カンニング竹山（2006年冬 - 2007年秋）、石原あつ美（2007年冬）、江波戸ミロ（2008年春 - 秋）、大島麻衣（2008年冬）、タモリ（2009年春 - 2012年冬）・渡辺真理（2013年春 - 夏）の「WORLD acom JOURNAL」シリーズ、永作博美（2013年 - 2018年春）、渡部篤郎、佐藤美希（2018年夏 - 2021年春）、そして現在の鈴木伸之、かまいたちが出演する「侍ビッグ3」シリーズ（2021年夏 - 2024年夏）、「Acom Stories」シリーズ（2024年夏 - ）に至る。

## CMキャラクター

### 現在

#### 企業CM
- 足立梨花

### 過去に出演したタレント
- セイン・カミュ
- 柳沢慎吾
- 川合千春
- 奥山佳恵
- 萩原流行
- 小野真弓（出世作となる。このときの最終選考にお笑い芸人の鳥居みゆきがいた）
- 木下鈴奈
- 大場久美子
- 高木美保
- 石坂ちなみ
- 浅野さと子
- 松居直美
- ケント・ギルバート
- 品川庄司（品川祐・庄司智春）
- 熊田曜子
- 木内晶子
- カンニング竹山
- ヒロシ
- ウド鈴木
- 太田有美
- 益田キートン
- 森山周一郎（ラジオCMのみ）
- 江波戸ミロ
- 大堀恵（元AKB48・元SDN48、大堀めしべ名義）
- 大島麻衣（元AKB48）
- 篠田麻里子（元AKB48、キャッシュワン部門のみの広告出演）
- タモリ（以前に別の金融会社のCMキャラクターを務めていた）
- 錦野旦（高木美保との共演）
- 小坂一也
- 石原あつ美（一時期、途中中断。タモリと共に出演再開の後再度ウェブのみへ）
- 渡辺真理
- 永作博美
- 武井壮
- 前田敦子
- 渡部篤郎
- 佐藤美希
- 鈴木伸之
- かまいたち（山内健司・濱家隆一）
- こがけん
- 松本利夫

### CMソング
- 鈴木崇「はじめての鈴木くん」（2001年）- 現在でも使われている「はじめてのアコム」のサウンドロゴはこの楽曲から来ている。
- 忘れらんねえよ「これだから最近の若者は最高なんだ」（2021年 - 2024年）

## 提供番組

### テレビ
現在
TBS系列での放映では枠は30秒、番組本編のCM内では15秒のみで放映され、ヒッチハイクで残り15秒が放映されていたが、2012年10月からは30秒放映に変更した。
- 日本テレビ系列　※2021年4月から絨毯つきのカラー表示。
  - 日曜ドラマ ※『しゃべくり007』から移動。同業者のプロミスも提供。
  - ダウンタウンDX（ytv制作） ※同業者のSMBCモビットも提供し、2022年4月からはプロミスも提供。嘗てはアイフルも提供だった。
  - 月曜から夜ふかし（2022年10月 - ） ※プライムタイム昇格後。同業者のアイフル、プロミス、SMBCモビットも提供。

- テレビ朝日系列　※2022年4月から絨毯つきのカラー表示。
  - スーパーバラパラ大作戦（一部は隔日[注 3]）※月曜の前半は同業者のSMBCモビット、火曜の中盤は同業者のアイフルも提供。
    - 激レアさんを連れてきた。
    - キョコロヒー（2022年10月 - ） ※月曜に移行後。毎週
    - ロンドンハーツ
    - 証言者バラエティ アンタウォッチマン!（2022年10月 - ） ※火曜に移行後。毎週[注 4] 同業者のアイフルも提供。
    - かまいガチ（2022年4月 - ）[注 5]

  - アメトーーク!（隔週[注 6]→毎週） ※2022年4月からは隔週交代で同業者のアイフルも提供。
  - 金曜ナイトドラマ（隔週[注 7]）

- TBS系列　※2021年4月からカラー表示。
  - 水曜日のダウンタウン ※同業者のアイフル、プロミス、レイクも提供。
  - 火曜ドラマ

- テレビ東京系列
  - ナゼそこ?

- フジテレビ系列
  - 人志松本の酒のツマミになる話 ※同業者のアイフル、レイク、SMBCモビットも提供。
  - さんまのお笑い向上委員会 ※同業者のレイクも提供。
  - めざましテレビ※2023年春の改編でそれまでの提供してきた三菱電機から引き継いだ。
  - Mr.サンデー (フジテレビ・関西テレビ共同制作、2024年10月 - ）[注 8]
- ローカル局
  - かまいたちの掟（さんいん中央テレビ製作、2023年2月 - ）[注 9]

過去
- 日本テレビ系列
  - スーパーテレビ情報最前線
  - しゃべくり007 ※同業者のアイフル、プロミスも提供。2020年9月まではJCBカードも提供していた。[注 10]
  - ザ!世界仰天ニュース（水曜時代）
  - 金曜ロードショー
  - ナイナイサイズ!（2007年4月 - 9月）
  - LIVE MONSTER
  - スポーツうるぐす
  - 進ぬ!電波少年
  - 中井正広のブラックバラエティ（ローカル提供）

- テレビ朝日系列
  - タモリ倶楽部[注 11]
  - 『ぷっ』すま
  - ラストアイドル
  - ネオバラエティ（隔日[注 12]）※月曜日の『激レアさんを連れてきた。』は、同業者のSMBCモビット、火曜日の『ロンドンハーツ』は、同業者のアイフル[注 13]も提供[注 14]。
  - 有吉クイズ（隔週[注 15]）（2022年4月 - 9月）

- TBS系列
  - うたばん ※エドウィンから引き継いだ
  - 水曜プレミア[注 16]
  - 月曜ゴールデン
  - 世界バリバリ★バリュー（毎日放送・TBS系列）
  - リンカーン
  - イチハチ（毎日放送・TBS系列）
  - TBS木曜10時枠の連続ドラマ
  - 中居正広の金曜日のスマたちへ
  - アッコにおまかせ!
  - EXILE魂（毎日放送・TBS系列）

- テレビ東京系列
  - 乃木坂って、どこ?
  - たけしのニッポンのミカタ!
  - 乃木坂工事中

- フジテレビ系列
  - 笑っていいとも!
  - 火曜ワイドスペシャル
  - すぽると!
  - 人志松本の○○な話
  - ヨルタモリ
  - 水10!
  - ジャンプ!○○中
  - 爆笑レッドカーペット
  - 水10ドラマ
  - ダウンタウンなう ※同業者のアイフル、レイク、プロミス、SMBCモビットも提供。

また、同業者と同様に一部時間帯を除き、スポット枠で放映されている。

### ラジオ
- アコム Somethin'New（FM802）

## CSRへの取り組み
社会貢献事業を積極的に行っている。「アコム“みる”コンサート物語」公演では、ハンディキャップのある人でも気兼ねなく楽しめるよう手話通訳をとり入れたり、車イス専用席を充実させるなど幅広い世代が楽しめるバリアフリーコンサートとなっている。また成年年齢が、2022年4月から現行の20歳から18歳に引き下げられクレジットカードやローンが組めるようになったため、消費者保護・金融リテラシーの向上を目的とした「大学での金銭教育」を実施。学生が社会人になる前にお金の大切さを身に付けるよう、大学に金融専門の講師を派遣、講義を実施している。さらに、「アコム青い鳥募金」「使用済み切手などの収集」によって集まった資金を社会福祉団体に寄付する支援も行っている。

## 陸上競技部
かつてアコムは2001年（平成13年）に陸上競技部を創立、東日本実業団陸上競技連盟に所属していた。全日本実業団対抗女子駅伝競走大会やマラソン大会などにも出場していたが、消費者金融業界を巡る状況の変化などもあり、2010年（平成22年）3月を以って廃部することを発表。今後も陸上競技を続ける選手は、移籍先を探すこととなった。
なお、世界陸上セビリア大会女子マラソン8位入賞・ドーハアジア競技大会女子マラソン銅メダルなどの実績を残した小幡佳代子
は、38歳の高齢となったこともあり、第29回大阪国際女子マラソンを最後に現役ラストラン、5位の好成績で競技生活を締め括った。

## その他
- ナインティナインの岡村隆史がバラエティー番組ぐるぐるナインティナイン放送内で、ホテルでの支払いに「アコムカードで」と堂々提示する場面があり、アコム会員であることが知られることになる。なお社内においてはセキュリティ強化とコンプライアンスの観点から、過去現在を問わず芸能人や注目される事件に該当した会員（解約会員も含む）の情報は、関連部署以外から検索不可能にしており、一般社員が芸能人などの情報に触れる機会はほとんどない。

- 事務用品などのレンタルを手がけた「アコムレンタル株式会社」は「アコム」と名が付いていたが、2008年（平成20年）に全株式の85.1%をマルイトに譲渡し、子会社ではなくなった。2013年（平成25年）には残りの株式も譲渡されてマルイトの完全子会社となり、さらに2016年（平成28年）4月に山王スペース&レンタル（同系企業のジェイ・エル・エイが2016年2月に社名変更）と経営統合した。
- かつて首都圏などで行っていたレンタルCD、レンタルビデオ事業（アコムの看板で営業)は2000年（平成12年）にTSUTAYAに譲渡し、同社がレンタルビデオ業界の業界トップに躍進するきっかけとなった。ちなみに、翌日開店までに返却ボックスに入れれば当日料金となるシステムは、アコムが元となっている。